# Jodefeld

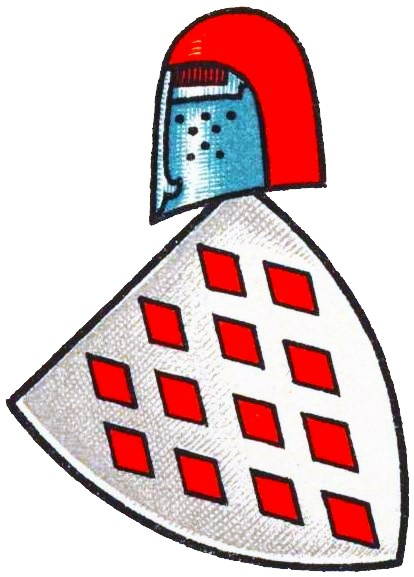
Wappen der (frühen) Jodefeld im Wappenbuch des Westfälischen Adels

Jodefeld (auch Judevelt, Jüdefeld o. ä.) ist der Name eines, möglicherweise auch zweier, erloschener westfälischer Adelsgeschlechter.

## Geschichte
Das Geschlecht war ein altritterliches Münsteraner Stadtgeschlecht, das zu den Erbmännern zählte. Der inzwischen abgegangene Stammsitz, ein Gut Jodefeld, lag an der heutigen Kreuzung Ring – Steinfurter Straße. Auf dem Land, das zu dem Gut gehörte, wurde der über dem Wasser gelegene Teil von Münster erbaut. Die Jüdefelderstraße und das Judefelder Tor erinnern daran. Das Geschlecht besaß ferner Darfeld (1320–1347). Brustenus de Iudefeld war 1374 Ritter.
Laut Max von Spießen kam die Familie noch 1386 vor. Leopold von Ledebur und Ernst Heinrich Kneschke dagegen berichten, dass das Geschlecht erst zu Anfang des 17. Jahrhunderts erlosch. So soll es 1579 noch auf Kocklenburg bei Münster gesessen haben. Diese späten Jodefeld führten jedoch ein anderes Wappen als die frühen Jodefeld des 14. Jahrhunderts (siehe unten), sodass eine Stammesverwandtschaft nicht sicher ist.
Reinert Jodefeld († 1524) war langjähriger Amtmann des Überwasserklosters. Mit seinem Testament beauftragte er die Gründung eines Armeshauses. Die Testamentsexekutoren kauften 1525 ein Grundstück in der Nähe des Buddenturms mit Baumgarten. Die Betreuung des Armeshauses erfolgte durch einen Geistlichen und einem Nachkommen des Stifters. Dies waren zunächst die Söhne des Stifters, Jasper und Evert Jodefeld, später deren Söhne Johann und Reinert Jodefeld. Zwei Siegel des Johann Jodefeld von 1574 und 1575 zeigen das unten beschriebene spätere Wappen der Jodefeld. 1543, zur Zeit der Wiedertäufer, war Jasper Jodefeld Bürgermeister zu Münster. Auch für ihn ist das spätere Jodefeld-Wappen als Siegel belegt. 1569 erscheinen Elsa Jodefeld, Witwe von Evert Joddeveldis, Reiner und Evert Jodefeld, ihre Söhne. Gerhard Judevelt besaß Kocklenburg im Kirchspiel Überwasser, Amt Wolbeck.

## Persönlichkeiten
- Reiner Jodefeld († 1524), Amtmann des Überwasserklosters in Münster
- Jasper Jodefeld, 1543 Bürgermeister von Münster
- Reinhard Jodefeld, 1551–1553 Kanoniker des alten Doms zu Münster
- Johann Jodefeld, 1561 und 1574 Münsteraner Ratsherr[9]

## Wappen
Blasonierung des Wappens der frühen Jodefeld des 14. Jahrhunderts: In Silber dreizehn (3:4:3:2:1) rote Wecken. Die Helmzier ist nicht bekannt.
Spätere Jodefeld führten ein anderes Wappen: Im Schild ein Balken, oben drei (2:1) Köpfe mit Judenhüten. Die Tingierung ist nicht überliefert. Das Siegel, das an einer 1537er Urkunde von Jaspar Jodefeld hängt, zeigt wiederum eine Hausmarke.